# Собор Святого Андрея (Амальфи)
Собо́р Свято́го Андре́я в Ама́льфи (итал. Duomo di Amalfi, Cattedrale di Sant'Andrea) — католический кафедральный собор в городе Амальфи в Италии. Построен в IX—X веках, изначально в арабо-норманнском стиле. Позднее многократно достраивался с включением готических, ренессансных, барочных элементов; окончательный облик фасада собора был завершён в конце XIX века. Собор построен на холме, к его входу ведёт лестница из 62 ступеней.
В комплекс собора, кроме самого собора, входят так называемый Райский дворик, базилика Распятия, где в настоящее время устроен Епархиальный музей, и крипта, в которой находятся мощи апостола Андрея Первозванного.

## История
Начало строительства собора датируется в разных источниках IX, X и XI веками; примыкающая к собору и ныне входящая в комплекс его сооружений базилика святого Распятия датируется VI веком. В 1180—1276 годах построена колокольня собора, увенчанная верхним ярусом в мавританском стиле, с майоликой. В 1206 году завершено строительство крипты. В 1208 году в крипте разместили мощи апостола Андрея, привезённые из Константинополя кардиналом Пьетро Капуано. Бронзовые двери собора изготовлены в Константинополе в первой половине XI века и являются одними из старейших в Италии. В центральных панно двери имеются четыре образа: Иисуса Христа, Божией Матери, апостолов Петра и Андрея.

## Фасад
Передний фасад был перестроен в 1891 году после того, как первоначальный обрушился. Он сделан из полосатого мрамора и камня с открытыми арками, украшенными кружевными деталями, которые редко встречаются в итальянской сакральной архитектуре, в то время как черепичный купол довольно распространен среди церквей этого района. Мозаики тимпана изображают «Триумф Христа» работы Доменико Морелли.

## «Райский дворик»

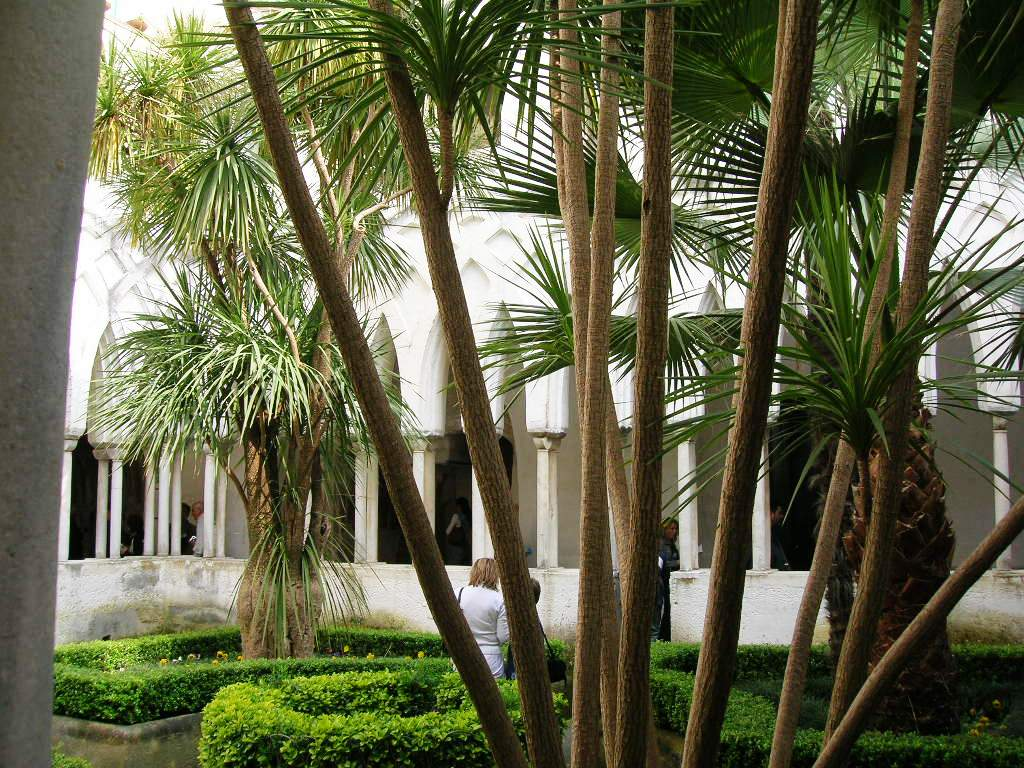
Райский дворик

Так называемый Райский дворик является частью Епархиального музея. В него можно пройти с паперти собора. Он являлся древнейшим городским кладбищем, устроенным в 1266—1268 годах. Дворик обрамлён 120 изящными колоннами в мавританском стиле. В галерее слева установлены саркофаги, в частности два саркофага: со сценой похищения Прозерпины (первая половина II века) и со сценой свадьбы Пелея с Фетидой (вторая половина II века). Также здесь представлены фрагменты византийских амвонов (1174—1202), мозаики школы римских мастеров Космати.
В одном из приделов имеется фреска художника Роберто д’Одеризио из школы Джотто. Она представляет Распятого Христа, скорбящую Божию Матерь, Иоанна Богослова, Марию Магдалину и воинов в доспехах анжуйской эпохи. Вверху — ангел, принимающий душу доброго разбойника.

## Базилика Распятия

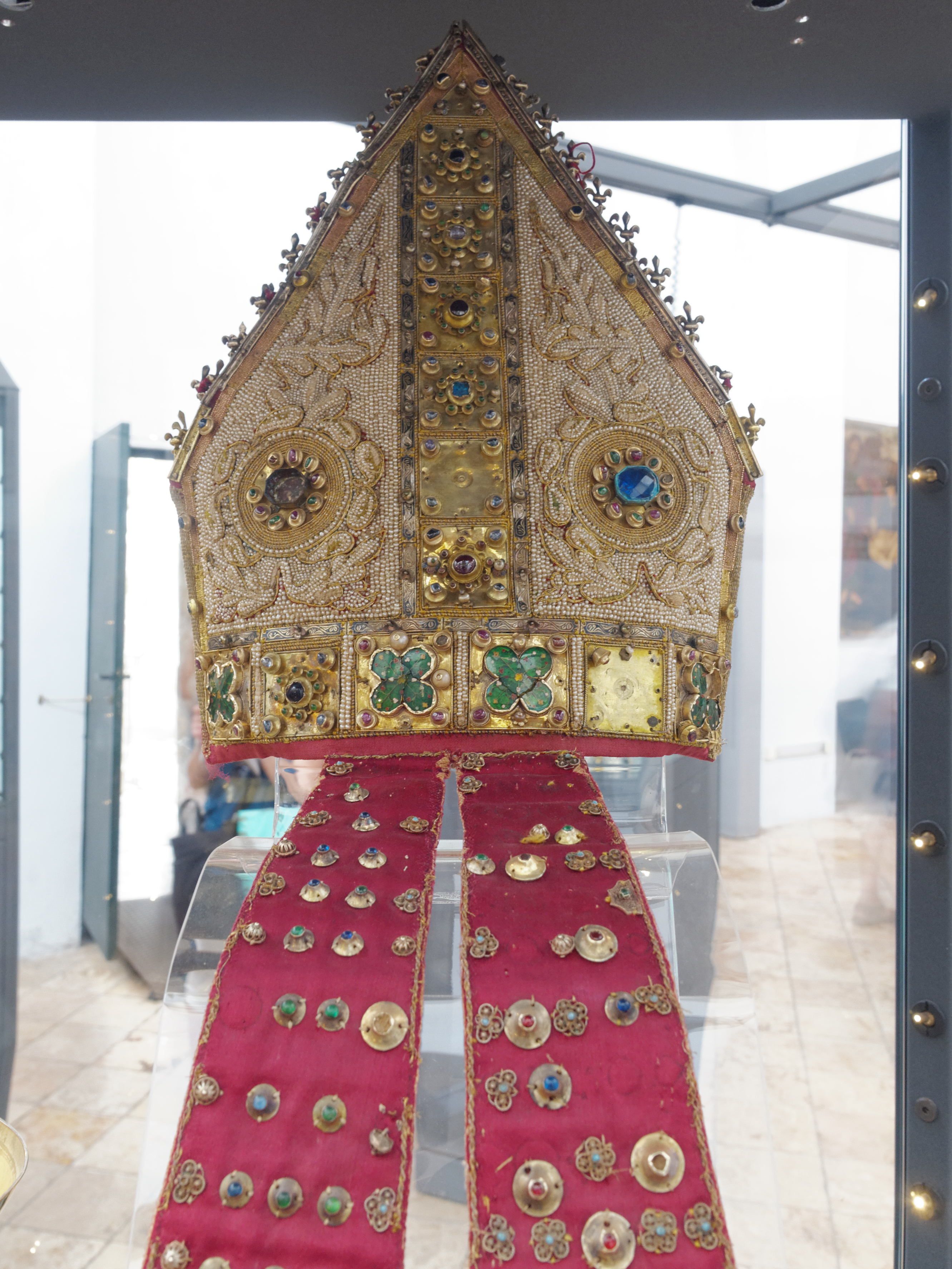
Анжуйская митра

Базилика Распятия основана в 596 году. Когда в начале XII столетия был закончено главное здание (нынешний собор), оно формировало с базиликой Распятие одно целое 6-нефное строение в романском стиле. Позднее, в период барокко, строения были разделены сплошной стеной, образовав две разные церкви и получив барочный декор. В настоящее время является музеем.
В коллекцию музея входят Анжуйская митра XIII века, украшенная золотом, драгоценными камнями и 20 тысячами жемчужинами, потир XIII века, мощевики, крест с частицей Животворящего Креста Господня, реликварий с шипом из Тернового венца, наперсный епископский крест, дарохранительница XVIII века, деревянный скульптурный полихромный образ Девы Марии второй половины XIV века, деревянный образ пророка Илии, переносное епископское кресло XVIII века, рельеф «Мадонна в снегах» XV века, серебряный престол XVIII века, ренессансная Мадонна с Младенцем сиенской школы XIV века.

## Крипта

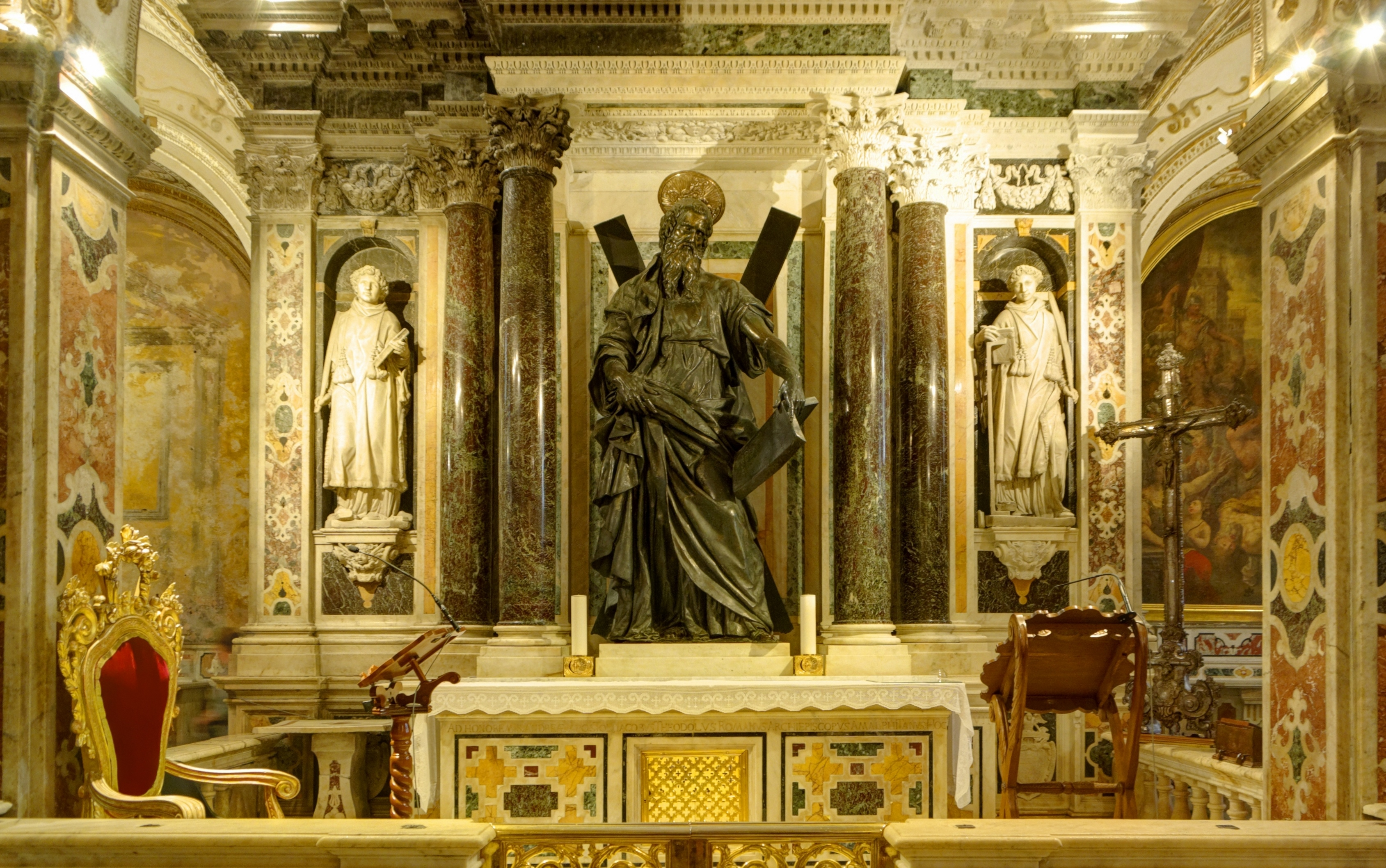
Статуя апостола Андрея в крипте собора

В крипте собора пребывают мощи апостола Андрея Первозванного, находящиеся под спудом (под землёй). Мощи привезены в Амальфи в 1208 году папским легатом Пьетро Капуано после разграбления Константинополя. На фреске XVI века, слева от органа, в образной форме изображено это событие.
Миро, истечение которого от мощей документировано в соборе начиная с XIII века, собирается в особом хрустальном флаконе, помещаемом над ракой, и затем распространяется в особых пакетах с ваткой.
Своды крипты расписаны в 1660-е годах сценами Страстей Господних. Главный мраморный алтарь крипты является работой Доменикино Фонтана. Статуя Андрея Первозванного, находящаяся в алтаре, выполнена в 1604 году флорентийским мастером Микеланджело Наккерино, учеником Микеланджело Буонарроти. По сторонам находятся мраморные статуи архидиаконов Лаврентия и Стефана. Также часть честной главы Андрея Первозванного находится в особом киоте с тыльной стороны алтаря и открывается по особым случаям.

## Интерьер собора

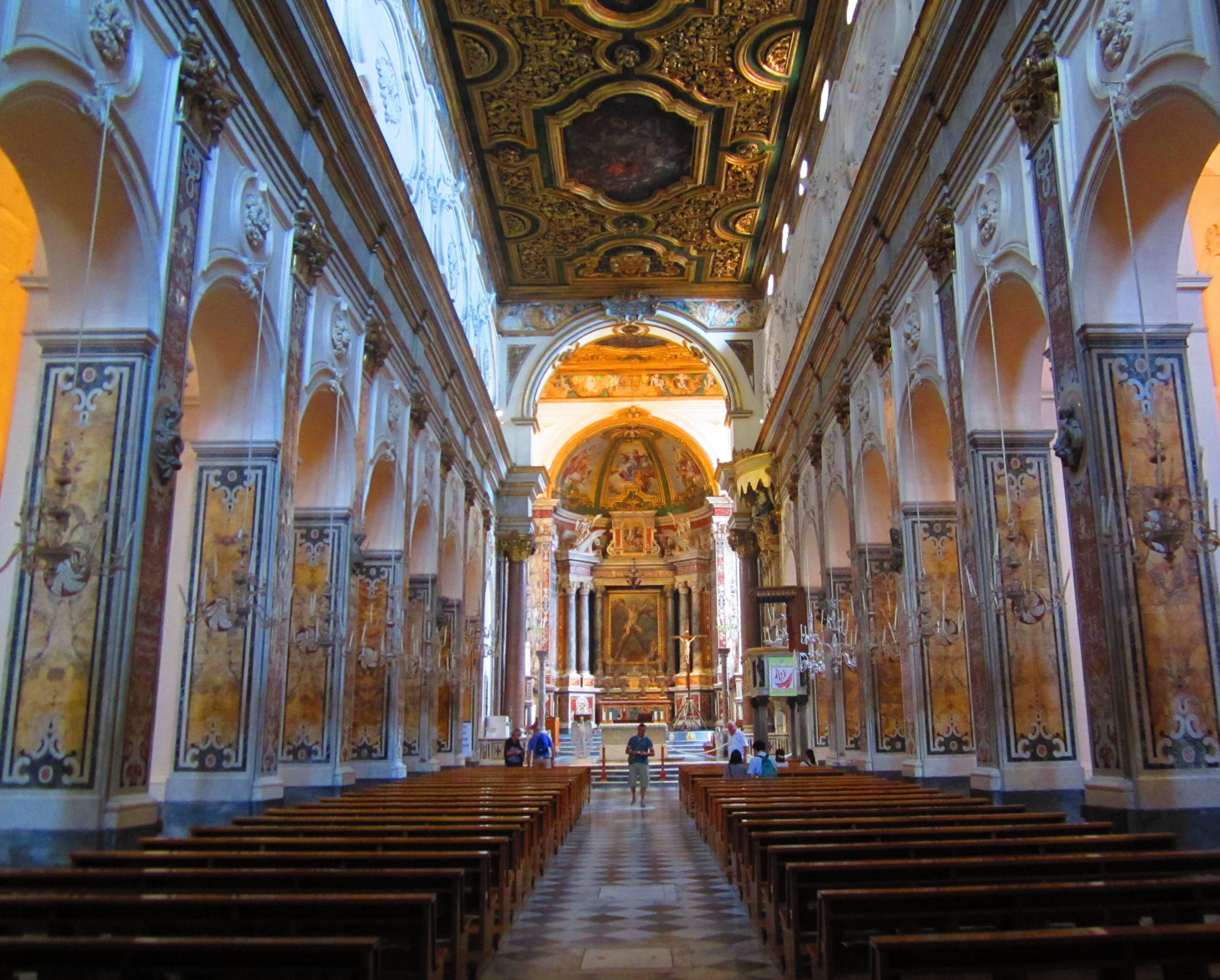
Интерьер собора

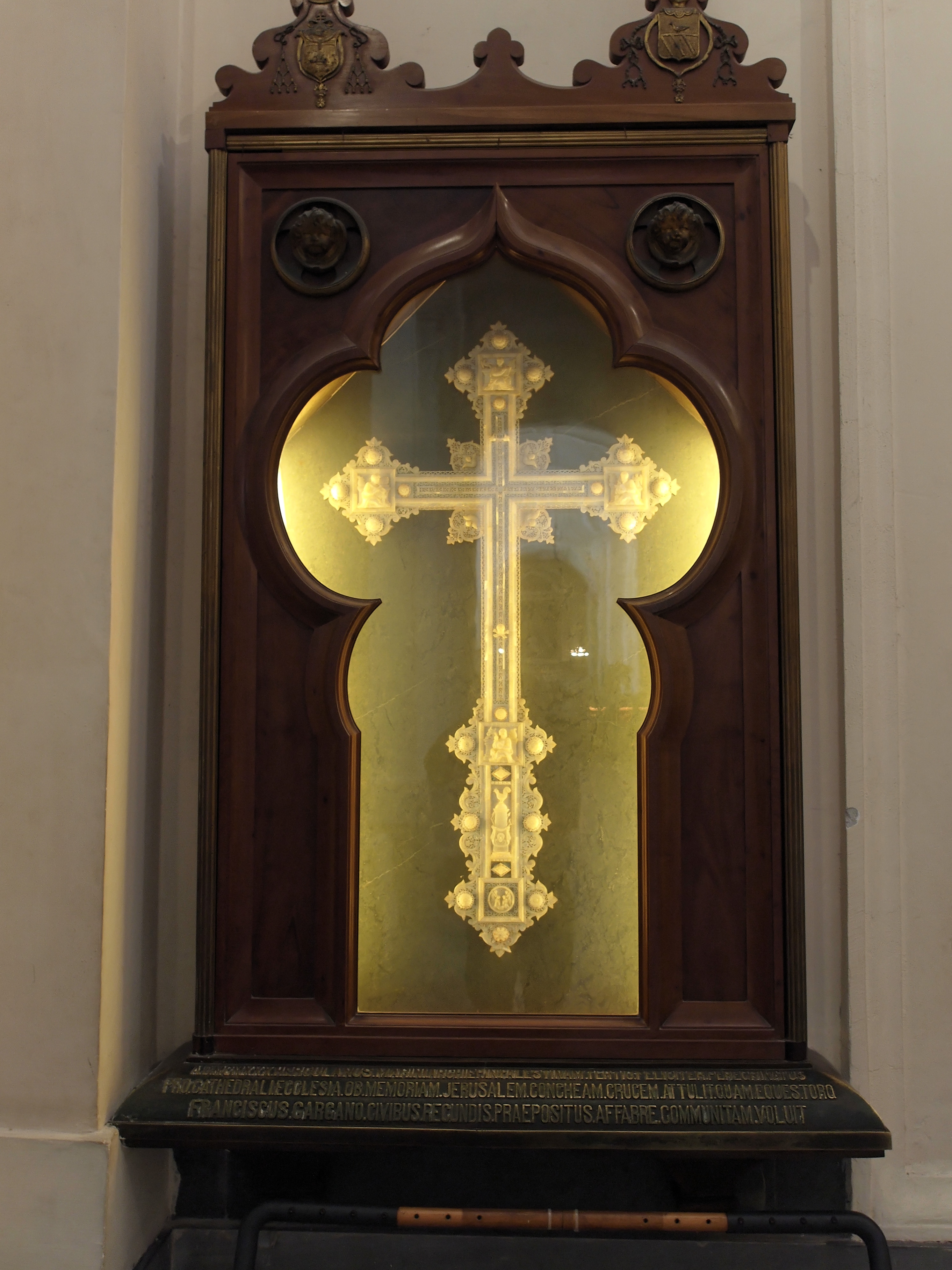
Перламутровый крест

Интерьер собора выполнен в барочном стиле. На золотом плафоне (потолке) представлены картины, исполненные в начале XVIII века живописцем Андреа Д’Аста, изображающие различные эпизоды из жития апостола Андрея: Бичевание, Распятие, Чудо мироточения, Положение во Гроб. В апсиде находится полотно того же художника — Распятие апостола Андрея, а боковые картины плафона в поперечном трансепте исполнены в ту же эпоху художником Джузеппе Кастеллано на темы Призвание апостола Андрея и Чудесный улов.
Вход в алтарную часть базилики обрамлён двумя гранитными колоннами, перенесенными в Амальфи из археологической зоны Пестума.
В центре алтаря находится престол, устроенный из гробницы архиепископа Пьетро Капуано, главного деятеля перенесения мощей апостола Андрея в Амальфи.
В начале левого нефа, на входной стене, находится православный перламутровый крест, являющийся даром городу Амальфи от Патриарха Иерусалимского, в память того, что выходец из Амальфитанского края, Джерардо Сассо, стал основателем первого госпиталя и странноприимного дома на Святой Земле. Здесь же представлен огромный холст Призвание Апостола Андрея художника-эмигранта Василия Николаевича Нечитайлова. В первой капелле слева находится крестильная купель, исполненная из древнеримской порфировой вазы.
В начале правого нефа, на входной стене, представлена картина «Святые Апостолы Андрей и Матфей спасают жителей Салернитанского залива от турецких пиратов» (1544 год).
В капеллах справа находятся скульптурные образы Мертвого Христа со скорбящей Мадонной и бюст Андрея Первозванного с частицей его мощей. Заканчивается правый неф капеллой Реликвий (сейчас — капелла Примирения, из-за проводимых в ней исповедей), содержащей мощи множества святых.